# كين أتكينسون
كين أتكينسون هو سياسي كندي، ولد في 2 مارس 1947 في سانت كاثرينز في كندا. حزبياً، نشط في الحزب الكندي التقدمي المحافظ. وقد انتخب عضو مجلس العموم الكندي.